# Пригунов Олександр Володимирович
Олександр Володимирович Пригунов (рос. Александр Владимирович Прыгунов; народився 15 січня 1979 у м. Казані, СРСР) — російський хокеїст, нападник.
Виступав за: «Нафтовик» (Леніногорськ), ЦСК ВВС (Самара), «Хімволокно» (Могильов), «Кедр» (Новоуральськ), «Німан» (Гродно), «Хімік-СКА» (Новополоцьк), ХК «Гомель», «Шинник» (Бобруйськ). В Східноєвропейській лізі — 45 (13+9), у Білоруській Екстралізі — 433 (89+131).